# Émile Ogier
Pour les articles homonymes, voir Ogier.
Émile Ogier est un administrateur, préfet et homme politique français né le 6 janvier 1862 à Paris 2e et décédé le 30 avril 1932 à Paris 9e.
Entré comme rédacteur au ministère de l'Intérieur en 1882, il y fait une carrière qui le mène à de très hautes fonctions administratives. Il est ainsi inspecteur général des services administratifs en 1898, conseiller d'État en 1905, secrétaire général du ministère de l'Intérieur en 1911.
Préfet de la Meuse en janvier 1919, il devient en novembre secrétaire général du ministère des Régions libérées. Ce sont ses qualités d'administrateur et d'organisateur qui le font nommer ministre des Régions libérées du 20 janvier 1920 au 16 janvier 1921 dans les gouvernements Alexandre Millerand (1), Alexandre Millerand (2) et Georges Leygues.
Après un bref retour dans l'administration, il prend sa retraite en 1922 et décède 10 ans plus tard, à l'âge de 70 ans.
Il est inhumé au cimetière du Père-Lachaise (71e division).